# Georg Fahrenschon
Georg Fahrenschon, né le 8 février 1968 à Munich, est un homme politique allemand qui appartient à l'Union chrétienne-sociale en Bavière (CSU).
Il a été ministre des Finances du Land de Bavière.

## Biographie
Il obtient son Abitur en 1988, et effectue son service militaire d'un an dans la Luftwaffe. En 1990, il commence des études de sciences économiques à l'Université Louis-et-Maximilien de Munich, qu'il poursuit à Augsbourg. Il travaille comme assistant de production et de rédaction à ProSieben entre 1992 et 1998 afin de payer ses études, qu'il termine en 1999 avec un diplôme d'économiste. Il devient alors consultant jusqu'en 2002.
Marié et père de deux filles, il est de confession catholique romaine et vit à Neuried, près de Munich. Il est depuis 2001 membre du groupe de travail "Questions économiques et sociales"  du Comité central des catholiques allemands (ZdK) et en 2004 membre de l'assemblée plénière du ZdK.

## Parcours politique

### Au sein de la CSU
En 1985, il adhère à la Junge Union (JU), puis rejoint l'Union chrétienne-sociale en Bavière (CSU) deux ans plus tard. Il entre au comité directeur fédéral de la JU en 1989, et en devient Vice-président en 1994 pour huit ans. Il préside également la fédération de l'organisation dans le district de Haute-Bavière.
Il est élu vice-président de la CSU dans l'arrondissement de Munich en 1999, puis nommé trésorier du parti dans le district de Haute-Bavière en 2003. Il préside la commission de l'Économie de la CSU depuis 2008, après avoir occupé la vice-présidence de la commission politique durant les deux années précédentes.

### Au sein des institutions
Il entre au conseil municipal de Neuried en 1990. En 1996, il devient porte-parole du groupe CSU et député à l'assemblée de l'arrondissement de Munich. Il est désigné deuxième adjoint au maire en 2002, mais démissionne cette même année, à la suite de son élection au Bundestag.
Membre de la commission des Finances et de la commission du Budget, il prend la présidence du groupe de travail sur le Budget et les Finances du groupe des députés CSU au sein du groupe CDU/CSU au Bundestag en 2005.
Il renonce à son mandat parlementaire en 2007, lorsqu'il est désigné secrétaire d'État au ministère des Finances de Bavière. Le 30 octobre 2008, Georg Fahrenschon est nommé ministre des Finances de Bavière dans la coalition noire-jaune d'Horst Seehofer, dont il est le benjamin. Il est remplacé, le 4 novembre 2011, par le ministre de l'Environnement, Markus Söder.